# Troy Elder
Troy Elder, född den 15 oktober 1977 i Bunbury, Australien, är en australisk landhockeyspelare.
Han tog OS-brons i herrarnas landhockeyturnering i samband med de olympiska landhockeytävlingarna 2000 i Sydney.
Han tog därefter OS-guld i herrarnas landhockeyturnering i samband med de olympiska landhockeytävlingarna 2004 i Aten.